# Kampimodromus ragusai
Kampimodromus ragusai är en spindeldjursart som beskrevs av Swirski och Amitai 1997. Kampimodromus ragusai ingår i släktet Kampimodromus och familjen Phytoseiidae. Inga underarter finns listade i Catalogue of Life.